# Festuca csikhegyensis
Festuca csikhegyensis är en gräsart som beskrevs av Lajos von Simonkai. Festuca csikhegyensis ingår i släktet svinglar, och familjen gräs. Inga underarter finns listade i Catalogue of Life.